# 政秀寺

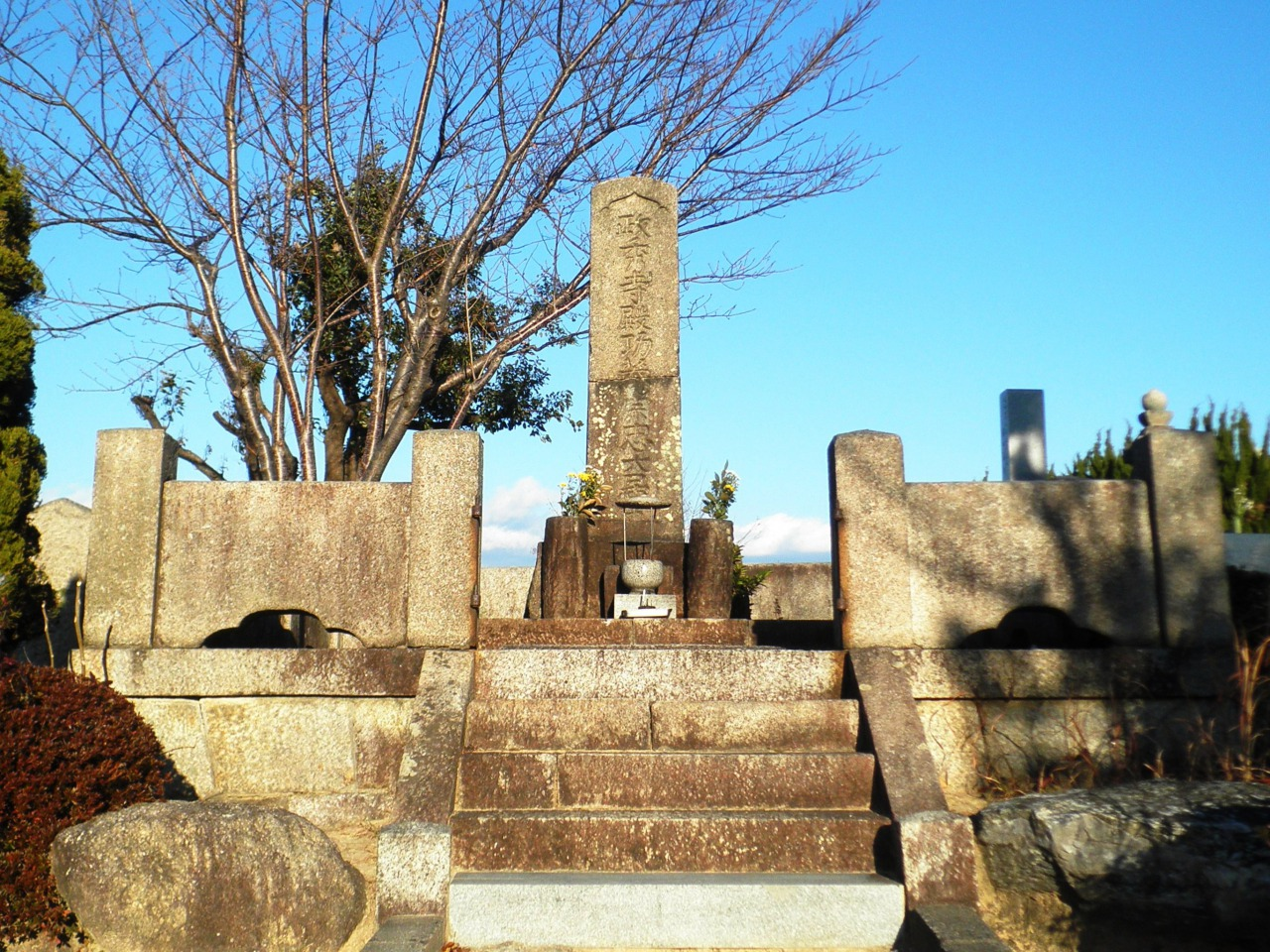
平和公園に移転された平手政秀の墓

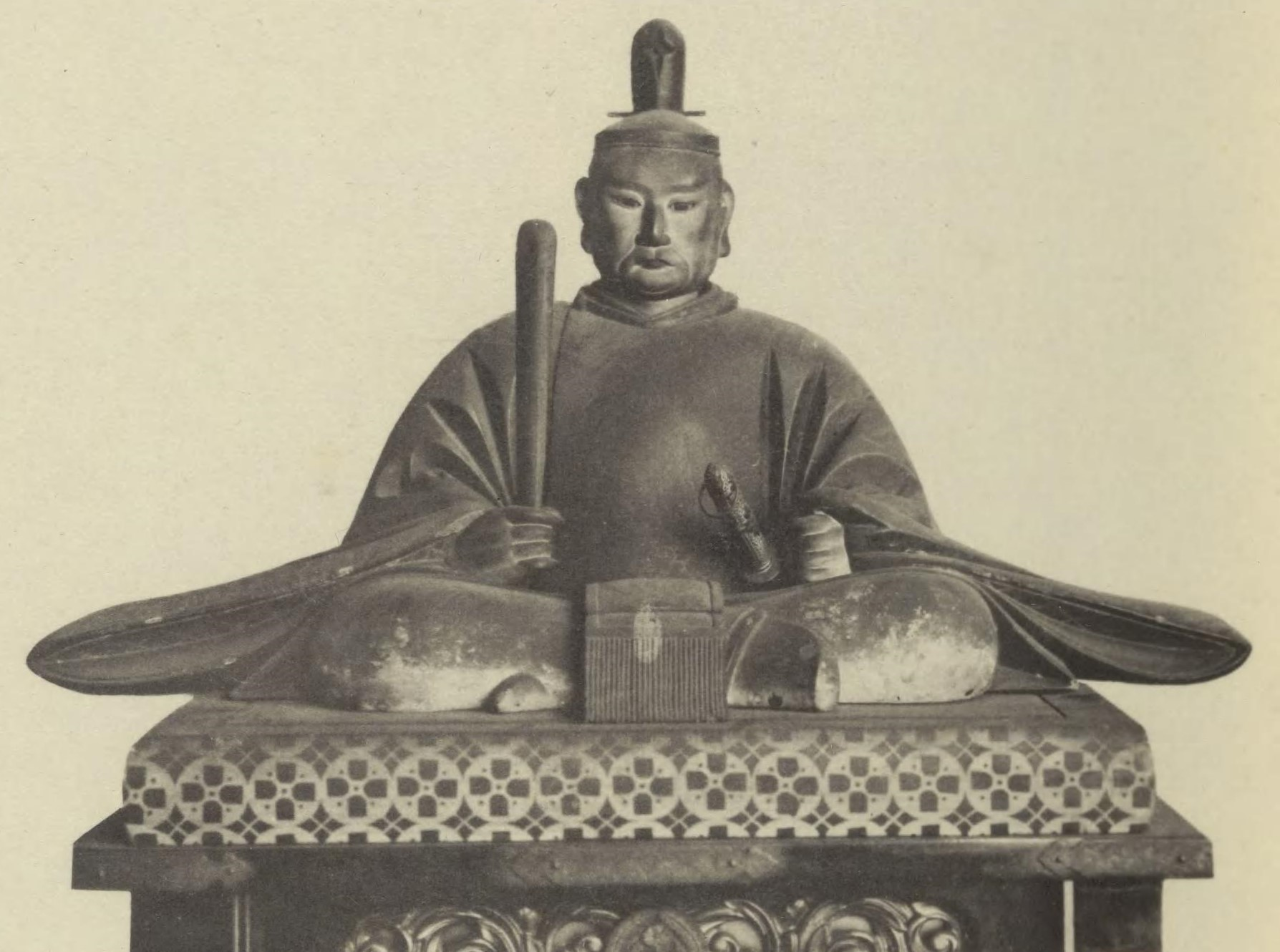
平手政秀木像（政秀寺所蔵）

政秀寺（せいしゅうじ）は、愛知県名古屋市中区栄三丁目にある臨済宗妙心寺派の寺院。

## 歴史
天文22年（1553年）に織田信長が、家臣の平手政秀を弔うために小牧山（同県小牧市）の南にある小木村に創建したのが始まりである。その後慶長15年（1612年）に、現在地に移転した。山号は「瑞雲山」。本尊は十一面観音。
- 天文22年（1553年） - 沢彦和尚を開山として、織田信長が平手政秀の菩提を弔うために建立。
- 天正12年（1584年） - 小牧・長久手の戦いで焼失。清洲（現在の清須市）へ移転。
- 慶長15年（1612年） - 尾張藩が置かれ、名古屋城築城と共に清洲越しにて現在地（名古屋市中区）に移転。
- 戦争 - 第二次世界大戦で焼失。後に再建。

## 備考
境内にあった平手政秀の墓は、現在平和公園墓地の政秀寺墓域山頂（名古屋市千種区）に移転されている。 
墓域には尾張藩士肥田氏の墓碑もある。

## 所在地
- 愛知県名古屋市中区栄三丁目34番23号

## 交通機関
- 名古屋市営地下鉄名城線 矢場町駅下車、徒歩で約10分。